# Richard Fall
Richard Fall   (Jevíčko, 3 d'abril de 1882 - Auschwitz, 1945) fou un director d'orquestra i compositor d'operetes txec-austríac, d'origen jueu.

## Biografia
Richard Fall va néixer al llogaret de Jevicko (rebatejada Gewitsch, en alemany), a 16 km a nord de la localitat de Boskovice, al districte de Blansko, a la regió de Moràvia Meridional, que actualment es troba dins de la República Txeca, però que llavors estava envaïda per l'Imperi austríac, uns 260 km a l'est de Praga. La seva mare es deia Flora Fall. Richard va aprendre música amb el seu pare Moritz Fall (5 d'agost de 1848 - Viena, juliol 22 de 1922), director de bandes militars i compositor txec.
Els seus dos germans grans eren músics:
- Leo Fall (1873-1925), el més famós de la família. Va compondre principalment operetes; diverses d'elles van obtenir l'èxit internacional. Va morir de càncer.
- Siegfried Fall (Olomouc, 10 de novembre de 1877- Terezín, 10 d abril de 1943), que va estudiar amb Max Bruch i va compondre òperes i cançons. Es guanyava la vida fent les transcripcions per a piano de les reeixides operetes del seu germà Leo (1873-1925). Va ser assassinat pels nazis al camp de concentració de Terezín, 60 km a nord de Praga).[1][3]

Quan Richard era nen, el seu pare es va establir a Berlín (Alemanya), i els germans van estudiar al conservatori Societat d'Amics de la Música, a Viena. Després d'uns anys d'estudi, Richard i els seus germans es van reunir amb el seu pare a Berlín. Richard va seguir estudiant en aquesta ciutat.
El 1906, el seu germà Leo -després de treballar a Berlín, Hamburg i Colònia (Alemanya) - es va establir a Viena. Richard Fall va treballar com a director d'operetes a Berlín i a Viena. El seu germà Leo li va fer dirigir les estrenes de diverses de les seves populars obres. Malgrat que era una mica més modernista que Leo -assimilà elements del jazz i de les dissonàncies modernistes de avantguarda- també va compondre la seva quota de cançons senzilles i populars (música ballable i una dotzena d'òperes lleugeres i música de revista). El seu lletrista més famós va ser Fritz Lohner-Beda. Amb ell va produir les seves millors obres: les operetes The Globetrotter (1915) i The Lady of the World (1917), i les reeixides cançons Was machst du mit dem Knie, lieber Hans (què m'estàs fent al genoll, estimat Hans?), «Estimada Catherine», «la meva tia, la teva tia» i «On va quedar el teu cabell, August?».
El 1925, el seu germà Leo va morir de càncer a Viena als 52 anys, i va ser enterrat a la secció jueva del cementiri central de Viena.
El 1929, Richard va aconseguir un contracte amb "Fox Films" -empresa cinematogràfica de Hollywood (Califòrnia) -, encara que va seguir treballant des d'Europa. Fall va escriure la música de la pel·lícula Lilliom (1930, del director Frank Borzage), que va ser una banda de so pionera a principis de l'era de cinema sonor, subratllant contínuament les escenes dramàtiques, bastant abans que Max Steiner la tornés una pràctica estàndard des de King Kong (1933) en endavant. Els seus altres crèdits en el cinema inclouen Melody of the heart (1929), Man trouble (1930), East Lynne (1931), Yearning 202 (1932) i A girl and a million (1932).
El 1938, quan el Tercer Reich es va annexionar Àustria, Richard va fugir a Niça (al sud de França), on va viure cinc anys amagant-se dels nazis. Una font assegura que es va exiliar tres anys a Hollywood (Estats Units), però resulta estrany que no hagi aparegut en els crèdits com a compositor de música de cap pel·lícula en aquests anys.
Richard estava casat amb Else Fall. Tenien una filla, Kitty Barta (cognom de soltera: Fall), que es va exiliar possiblement al Regne Unit i es casà. El 23 de gener de 1943, el seu germà Siegfried va ser deportat al camp de concentració de Theresienstadt, on va ser assassinat el 10 d'abril de 1943. El 17 de novembre de 1943 Richard va ser arrestat a Niça per ser jueu. La seva esposa Else Fall possiblement va ser assassinada en un tiroteig en el mercat de Niça. Tres dies després (20 de novembre de 1943) Richard va ser enviat a París. Va ser empresonat al camp de trànsit de Drancy (un suburbi a 12 km de centre de París). Entre el 22 de juny de 1942 i el 31 de juliol de 1944, el camp d'internament de Drancy va ser utilitzat com camp de trànsit. Molts intel·lectuals jueus van ser també tancats en Drancy: Max Jacob (el qual va morir allà abans de ser deportat), Tristan Bernard, i el coreògraf René Blum. El 20 de novembre de 1943, Richard Fall va ser deportat des de París al camp de concentració d'Auschwitz-Birkenau.
En aquests dos anys, uns 67.400 jueus francesos, polonesos i alemanys -que incloïen a més de 6000 nens i nenes- van ser deportats per 64 viatges ferroviaris cap a Auschwitz (Polònia), on van ser assassinats. Altres 3000 van ser enviats a Sobibor, on també van ser tots assassinats.
El 17 d'agost de 1944 els aliats van alliberar el camp de París, però només quedaven 1542 jueus presos.
Richard Fall va estar 14 mesos al camp de concentració d'Auschwitz. En el caos de l'evacuació de camp el gener de 1945, Fall va desaparèixer. En l'última setmana abans de l'alliberament de camp (el 27 de gener de 1945), els militars nazis van tractar d'emportar-se els últims 60. 000 jueus presos en les anomenades «marxes de la mort». El més possible és que Richard Fall hagi estat executat en els boscos, ja que era massa gran -tenia 62 anys- per realitzar aquesta llarga marxa cap a l'oest, fugint dels rusos. La seva filla Kitty (Fall) Barta va tenir dos fills: Peter Fall (nascut a Holleschau) i Lilian Barta-Fall de Merlo (nascuda a Londres), que viu a Mèxic DF.